# Françoise Adnet
Françoise Adnet (* 17. Juli 1924 in Paris; † 9. März 2014 in Paris) war eine französische Pianistin und Malerin.

## Leben
Françoise Adnet war die Tochter des Architekten und Dekorateurs Jacques Adnet (1900–1984). Sie erhielt im Alter von vier Jahren Klavierstunden und debütierte als 12-Jährige auf einem Klavierabend in Berlin. Später studierte Adnet an der École Normale de Musique, unter den Professoren Marguerite Long und Alfred Cortot. Als Konzertpianistin stand sie auf mehreren Bühnen in ganz Europa.
In den 1970er Jahren verabschiedete Françoise Adnet sich von der Konzertbühne und widmete sich ganz der Malerei. Ihre Werke stellte sie in New York City, Palm Beach, Toronto, Venedig, Chicago, Caracas, Genf, Osaka und in Tunis aus. Françoise Adnet war mit dem Galeristen und Kunstsammler Max Fourny verheiratet; sowie Gründer des Musée d’Art Naïf im Pariser Stadtteil Montmartre.

## Auszeichnungen
- Grand Prix de la biennale, Brüssel
- Médaille d’argent de la Ville, Paris
- Prix du Gemmail d’Art sacré
- Premier Prix Eural de Dessin
- Prix Europe de Peinture Contemporaine
- Grand Prix de Peinture des Artistes Français